# Abdal Hafide de Marrocos
Abdal Hafide ou Abdal Hafiz (em árabe: عبد الحفيظ; romaniz.: Abd al-Hafid) foi mulei (em árabe: مولاي; romaniz.: mulay) e sultão de Marrocos de 1908 a 1912. Era irmão de Abdalazize (r. 1894–1908), contra quem guerreou no início de 1907. Foi nomeado califa de Marraquexe por Abdalazize e em pouco tempo reuniu a comunidade muçulmana contra ele ao estilo ocidental. Sediado em Marraquexe, repeliu as forças de Abdalazize sem dificuldade e o destituiu. Foi reconhecido pelos poderes ocidentais em 1909, mas sua posição era frágil. Em 1912, pediu ajuda da França contra outro pretendente e foi forçado a reconhecer, com o Tratado de Fez, a autoridade francesa sobre o Marrocos. Morreu em 4 de abril de 1937 em Enghien-les-Bains, na França.